# Golovkov
Golovkov (del ruso: Головков), es un jútor del raión de Beloréchensk del krai de Krasnodar, en Rusia. Se sitúa en la orilla izquierda del río Bélaya, afluente del Kubán, 36 km al noroeste de Beloréchensk y 44 km al este de Krasnodar, la capital del krai. Tenía 16 habitantes en 2011.
Pertenece al municipio Riazánskoye.